# Volochovènes

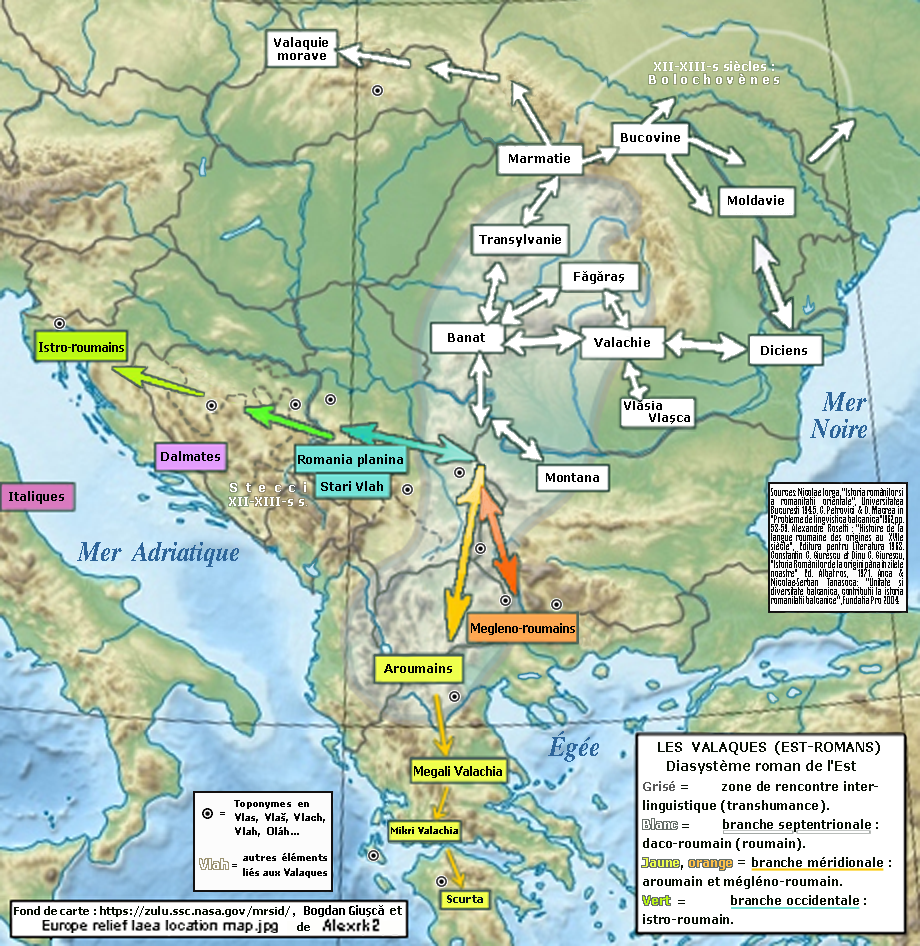
Au Nord-Est de la carte, l'aire de dispersion des Volochovènes selon Alexandru Boldur.

Les Volochovènes (ou Bolochovènes ; en russe : Болоховцы, en ukrainien : Болохівці, en roumain : Bolohoveni ou Volohoveni) sont un peuple mentionné dans les chroniques russes des années 1150-1257 dans une aire géographique située en Moldavie et Podolie, jusqu'à Jitomir au nord et dans le bassin du Boug méridional à l'est, comme pasteurs et guerriers, tantôt alliés, tantôt mercenaires, tantôt adversaires de leurs voisins : Galicie-Volhynie, Hongrie, Pétchénègues, Iasses, Coumans, Tatars.

## Origine, identité et toponymie
Les historiens roumains les considèrent comme Valaques en raison de la similitude entre leur nom et celui de Bолохи (Volokhi dans les langues slaves orientales) et en s'appuyant sur les toponymes d'Olașnița, Plosca, Satanov (Satu nou), Troianu, Voloșcăuți, Volosovtsi, Volosovka, Voloshkov, Volotchisk, Voloshki et Volostok mentionnés dans les chroniques russes. Alexandre Boldur signale des toponymes actuels (Moldavie et Ukraine) : Golovtchintsy, Goloskov, Mlodava, Voskodavie, Voskodavintsi, Voloscăuți, Volkovitski, Volcăuți, Volosovtsi, Volosovka, Voltchintsi, Voloshkov, Volkovtsi, Volotchisk, Vilhovets, Vidava, dont certains apparaissent aussi dans les chroniques anciennes : Butovtsi, Butki, Plosca, Troianu, Olașnița, Olșani, Olșanca, Olhoveț, Voloshki, Volostok, Vlodava.

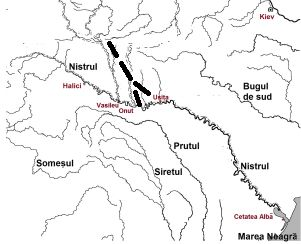
La levée de terre à la limite entre la principauté de Galicie-Volhynie à l'ouest et le territoire volochovène à l'est, d'après A.V. Boldur.

Les historiens slaves les considèrent comme Slaves en s'appuyant sur d'autres toponymes, slaves, mentionnés dans les mêmes chroniques : Bojskai, Derevitch, Diadikov, Guiditchev, Gorodets, Gorodok, Gubin, Kobud, Kudin, Semoti ou Vozviag.
Compte tenu de l'insécurité de l'époque et des refuges forestiers ou marécageux de la région (comme les hêtraies de Podolie, le Codru ou le Delta du Danube) où une population indépendante pouvait s'abriter, il est probable que ce groupe ait été slavo-roman, formé à l'origine de pasteurs semi-nomades tant slaves que valaques. En roumain, le choronyme Țara Volohovească est employé comme traduction de Волоховянина зэмля (Земля болоховцев en russe moderne) pour désigner le territoire des futures Moldavie et Podolie médiévales, avant que ces noms n'apparaissent à leur tour dans les sources.
Alexandre Boldur signale une levée de terre avec des fondations de tours défensives, qui traverse l’Ukraine du sud-ouest entre la rivière Nistru et la ville de Tarnopol, le long de l’ancienne limite entre la Galicie-Volhynie à l’ouest et le territoire volochovène à l’est.

## XIesiècle
En 1019 les Pétchénègues et leurs alliés les « Blakumen » (dans les sagas varègues) luttent comme mercenaires à la bataille de la rivière Alta (affluent du Dniepr) pour Sviatopolk Ier contre Iaroslav le Sage,,. Pour Victor Spinei les « Blakumen » sont des Valaques.

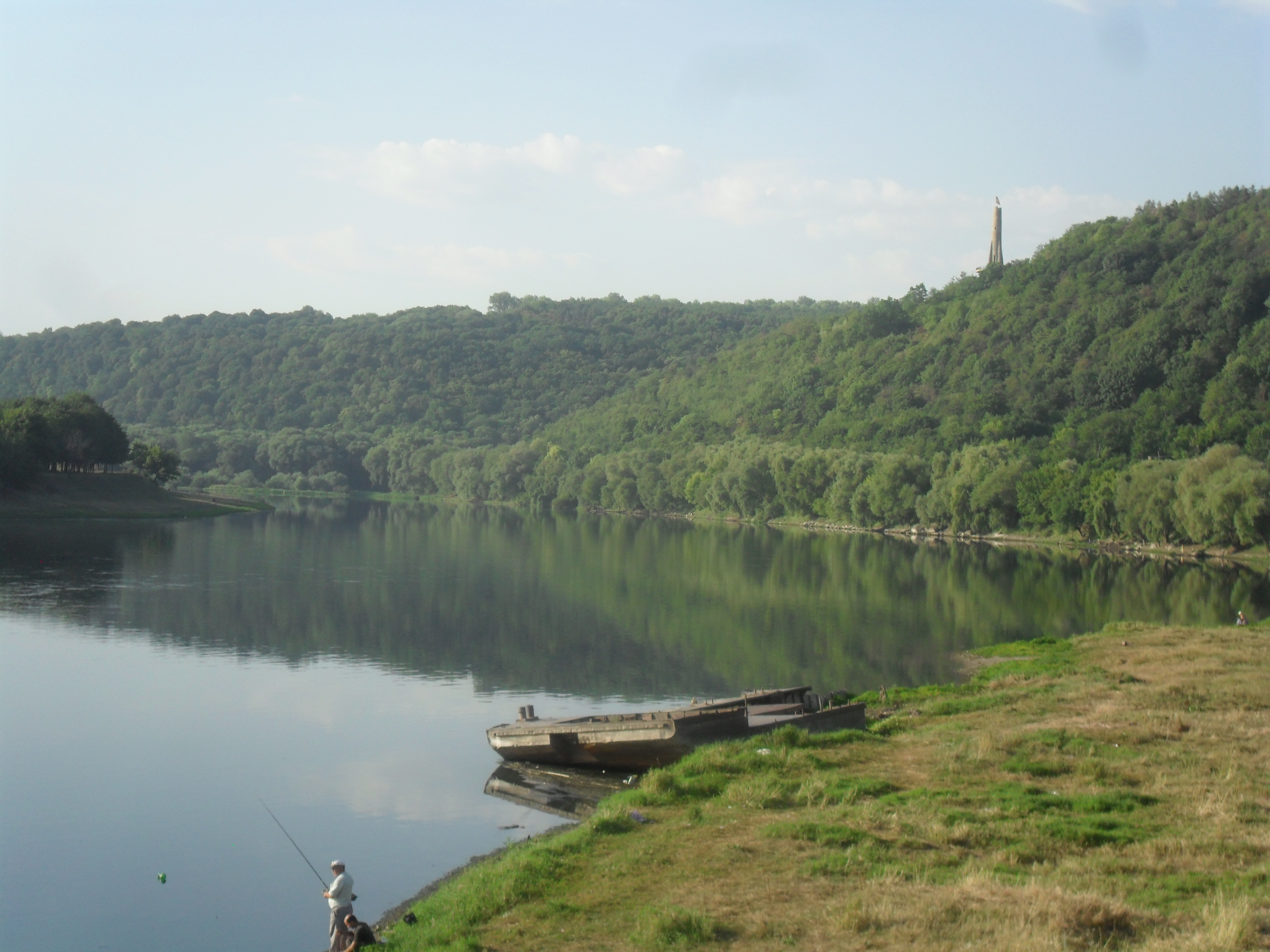
Dans les falaises du Dniestr (ici près de Soroca) on trouvait au temps des Volochovènes des ermitages orthodoxes troglodytiques.

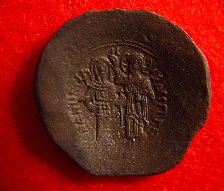
Monnaie à l'effigie de l'empereur byzantin Andronic Ier Comnène, trouvée sur le site de Hotin

Autour de 1040, Vincent Kadlubko relate que Casimir duc de Pologne s'allie à Iaroslav le Sage de Kiev, qui lui envoie mille hommes pour reprendre ses terres en Pologne, hommes qui seraient des Ruthènes et des Daces; pour Spinei ces « Daces » sont des Valaques.
Selon les chroniques russes, les « Valaques et Pétchénègues » (ainsi identifiés) sont vaincus par l'ost royale hongroise à la bataille de Chiraleș, en Transylvanie en 1068.
En 1070 les mêmes plus des Ruthènes sont cités par Dlugosz comme mercenaires de Boleslav le Téméraire.
En 1085, commandés par un chef nommé Quteq (peut-être couman), « les Pétchénègues, les Valaques et les Ruthènes des pays du Dniestr et du Sereth » (ultérieurement la Moldavie) entrent en Hongrie pour renverser Laszló et remettre sur le trône Salomon, son prédécesseur chassé par sa parentèle. Mais ils sont à nouveau vaincus par l'ost hongroise à la bataille d'Oradea Mică (Kisvarda). Salomon échappe de peu à la mort et repasse les Carpates pour se réfugier en Moldavie. Le même Salomon monte en 1087 une expédition de Valaques et de Pétchénègues (sous les ordres d'un chef nommé Țelgu) pour piller l'Empire byzantin, mais est surpris par l'armée byzantine qui met ses troupes en fuite : Salomon et Țelgu sont tués au combat.

## XIIesiècle
En 1150, la chronique d'Ipatiev relate comment la Principauté de Galicie, dirigée par le prince Vladimirko, dans son offensive contre Iziaslav II de Kiev « traverse le pays Bolokhov ou Volochovo ».
À la même époque, une icône « offerte en 1150 par Ioan, joupan (жупынь) des Valaques  d’Onut » (cité proche de l’actuelle Zastavna) est mentionnée dans l’inventaire des biens d’une église (non-précisée) de Lviv dressé en 1689.
Selon une chronique polonaise, Iaroslav Ier Osmomysl, prince de Galicie, est confronté en 1153 à la rébellion de ses vassaux Volochovènes et mène, pour les ramener dans le giron galicien, plusieurs campagnes en Moldavie
Au bout de six ans de conflits, Ioan le “Berladnic“ rassemble une armée de 6000 berladnici et Coumans qui entre en Galicie par la « Porte des Volochovènes »  : Усельца ou Oušel’ca (probablement l’actuelle Novosselytsia), oušel’ca signifiant « porte » en langue slave orientale.
Nicétas Choniatès relate qu’Andronic Ier Comnène, futur basileus byzantin, « traverse le Danube puis les territoires des Vlaques ou Volochovènes, vers Ousselitsa, en Galicie » mais est arrêté par ceux-ci, « vassaux des Galiciens » en 1164.
Toujours selon la chronique Ipatiev, des Volochovènes servant dans les armées de Mstislav II de Kiev contre la Hongrie, font défection à Oujgorod en 1172, forçant Mstislav à « se retirer vers le pays Volochovène, à l'est des montagnes » (Carpates).

## XIIIesiècle
Soixante ans plus tard, la chronique Ipatiev mentionne les Volochovènes comme servant (probablement comme mercenaires) dans les armées du roi André II de Hongrie contre Daniel de Galicie, puis dans les armées galiciennes contre celles de Kiev en 1235, et contre Boleslas Ier de Mazovie en 1240.
En 1241-1257, Daniel de Galicie occupe les localités volochovènes de Bojskaï, Derevitch, Diadikov, Guiditchev, Gorodets, Gorodok, Goubin, Kobud, Koudin, Semoti et Vozviagl pour empêcher les Volochovènes, alors dirigés par un dénommé joupan Vasilko (ou Vasilcu) de fournir aux Tatars des vivres.